# José Pereira de Lacerda
José Pereira de Lacerda (ur. 7 czerwca 1662, zm. 28 września 1738 w Faro) – portugalski duchowny katolicki, kardynał, biskup Faro.

## Życiorys
Pochodził z arystokratycznego rodu. Święcenia kapłańskie przyjął 20 maja 1690. 8 czerwca 1716 został wybrany biskupem Faro, którym pozostał już do śmierci. 30 sierpnia 1716 w Lizbonie przyjął sakrę z rąk kardynała Nuno da Cunha e Ataíde (współkonsekratorami byli biskupi José Francisco de Oliveira i Manoel da Silva Frances). 29 listopada 1719 Klemens XI wyniósł go do godności kardynalskiej, a 15 czerwca 1721 Innocenty XIII nadał mu tytuł kardynała prezbitera S. Susannae. Wziął udział w konklawe 1724 (wybierającym Benedykta XIII). Nie brał udziału Konklawe 1721 (wybierającym Innocentego XIII) i 1730 (wybierającym Klemensa XII).